# علی آذری
علی آذری (زاده ۲ ژوئن ۱۹۷۷) یک بازیکن فوتبال اهل ایران است. وی در شهریور ماه سال ۱۳۹۶ خورشیدی به سمت مربی در باشگاه فوتبال نساجی مازندران مشغول به کار شد تا با مهدی پاشازاده سرمربی وقت این تیم همکاری کند.
علی آذری سابقه بازی در تیمهای کشاورز، پاس تهران، تراکتورسازی تبریز ،ذوب آهن اصفهان، مس کرمان، استیل آذین، داماش ایرانیان و شموشک نوشهر را دارد و همچنین سابقه بازی در تیمهای ملی نوجوانان و جوانان، تیم ملی امید و بزرگسالان را دارد.